# Caxias do Sul
Caxias do Sul är en stad och kommun i Brasilien och ligger i delstaten Rio Grande do Sul. Kommunen hade år 2014 cirka 470 000 invånare.

## Administrativ indelning
Kommunen var 2010 indelad i sju distrikt:
- Caxias do Sul
- Criúva
- Fazenda Souza
- Oliva
- Santa Lúcia do Piaí
- Seca
- Vila Cristina